# فرودگاه شهری نیوپورت، آرکانزاس
 فرودگاه شهری نیوپورت، آرکانزاس (به انگلیسی: Newport Municipal Airport (Arkansas)) (به زبان بومی: Newport AAF) یک فرودگاه همگانی است که یک باند فرود آسفالت دارد و طول باند آن ۱۵۲۴ متر است. این فرودگاه در شهر نیوپورت، آرکانزاس کشور ایالات متحده آمریکا قرار دارد و در ارتفاع ۷۲ متری از سطح دریا واقع شده است.